# Національний день Галісії
Національний день Галісії (гал. Día Nacional de Galicia, ісп. Día Nacional de Galicia) — свято, встановлене в автономній спільноті Галісія в Іспанії з метою відзначення галісійського національного свята. День відзначається щороку 25 липня.
Також свято має інші назви: День галісійської батьківщини (Día da Patria Galega) та День Галісії (Día de Galicia), проте офіційною є назва Національний день Галісії, встановлена Шунтою Галісії 1979 року.

## Історія святкування
Походження святкування бере початок з 1919 року, коли в столиці Галісії, місті Сантьяго-де-Компостела, відбулося зібрання галісіоністської організації «Братство друзів Фала». На зібранні було вирішено відзначати національний день регіону 25 липня. Така дата була обрана тому, що в той день також відзначається християнський день святого Якова, котрий є покровителем як Галісії, так і її столиці.
День відзначали відкрито до диктатури Франсіско Франко (1939—1975), коли будь-який показ неіспанського націоналізму заборонявся. День надалі відзначався галісійцями за кордоном. У самій Галісії щороку збиралися на месу під приводом вшанування пам'яті письменниці Росалії де Кастро. Крім того, за режиму Франко святкування дня святого Якова позиціонували як святкування дня «святого покровителя Іспанії».
Попри диктатуру, з 1968 року галісійці намагалися святкувати Національний день в Сантьяго-де-Компостела. Соціалістична партія Галісії та Народний Союз Галісії закликали населення до публічних демонстрацій щороку 25 липня. Проведення таких заходів спричиняло сутички із іспанською поліцією. Під час перших років демократії демонстрації, організовані Національно-народною асамблеєю Галісії та BN-PG (пізніше трансформована в Галісійський націоналістичний блок), все ще заборонялися. Відповідно до декрету Шунти Галісії від 1 січня 1979 року Національний день має відзначатися щороку 25 липня. При цьому відзначення свята без конфліктів почалося тільки в середині 1980-х років. Зараз провідні партії Галісії організовують в Національний день масштабні демонстрації.
Основні події з відзначення дня відбуваються в Сантьяго-де-Компостела. Святкування проводиться на офіційному рівні та організовується в тому числі урядом (Шунтою) Галісії. З ночі 24 липня до ранку 26 липня відбувається низка заходів зі святкування.
У 2013 році святкування були скасовані через залізничну аварію, що сталася 24 липня.

## Галерея

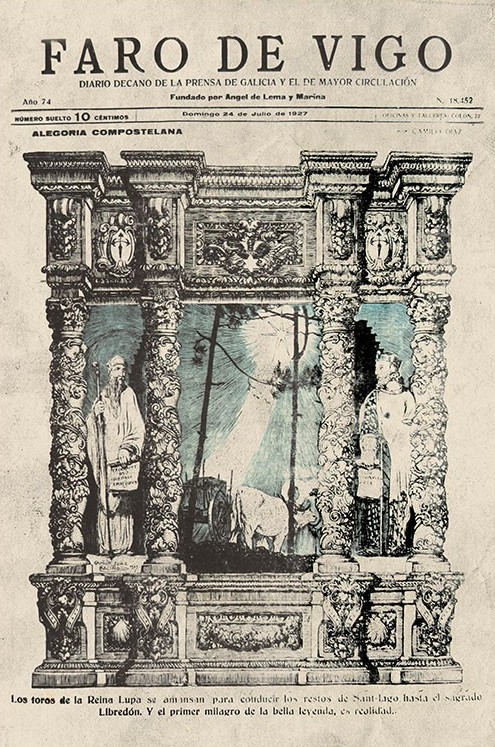
Публікація в газеті «Faro de Vigo», 1927
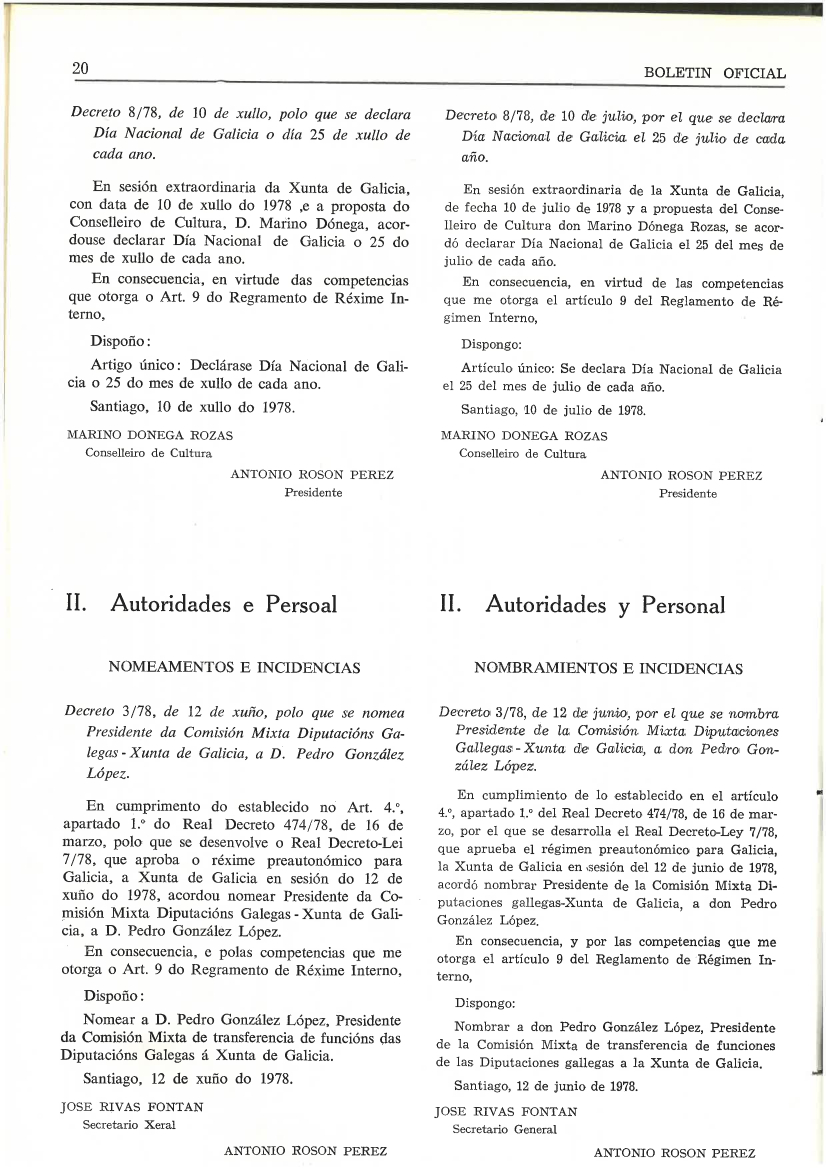
Указ Шунти Галісії від 1 січня 1979 року про запровадження щороку 25 липня Національного дня Галісії
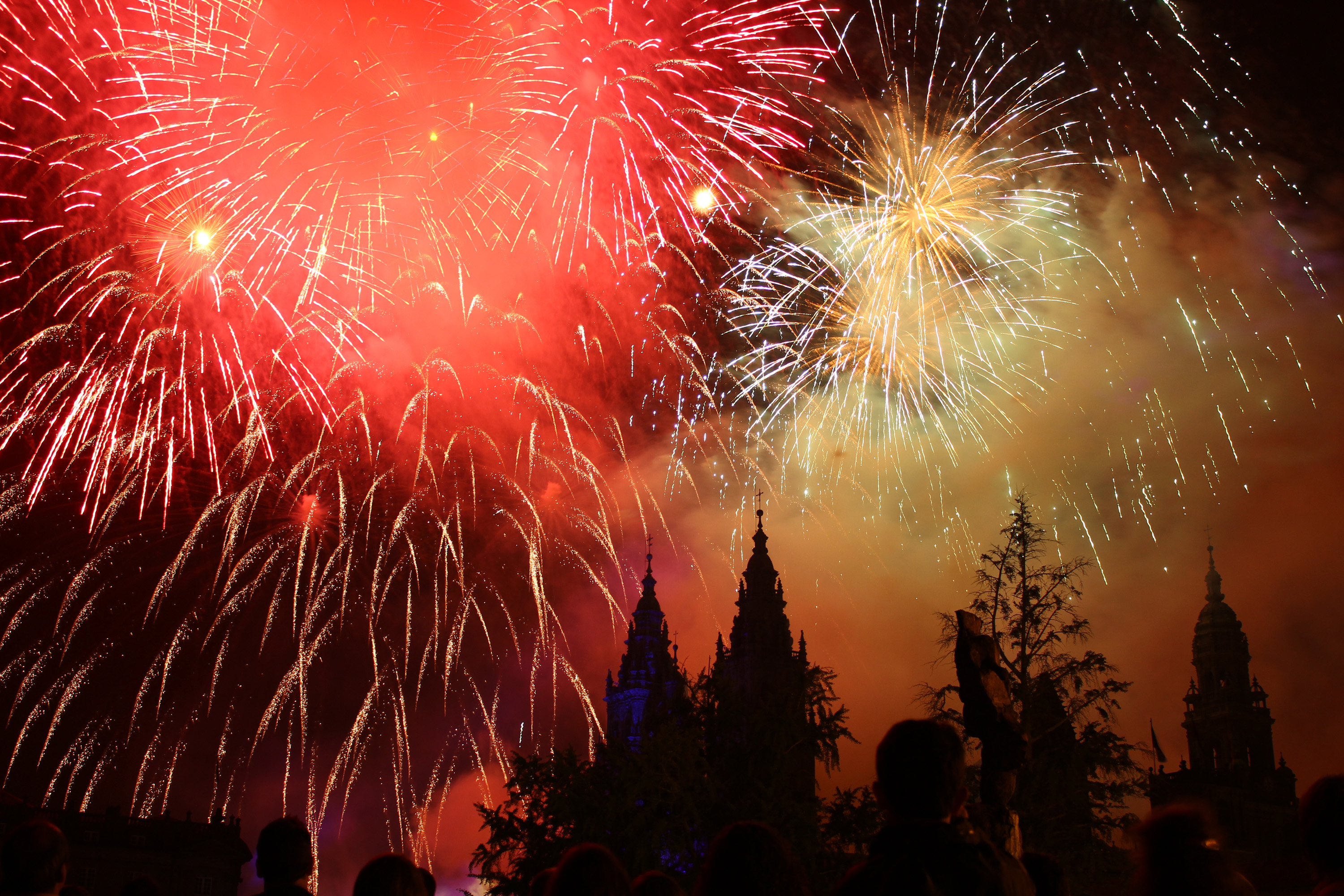
Феєрверк з нагоди свята, 2012
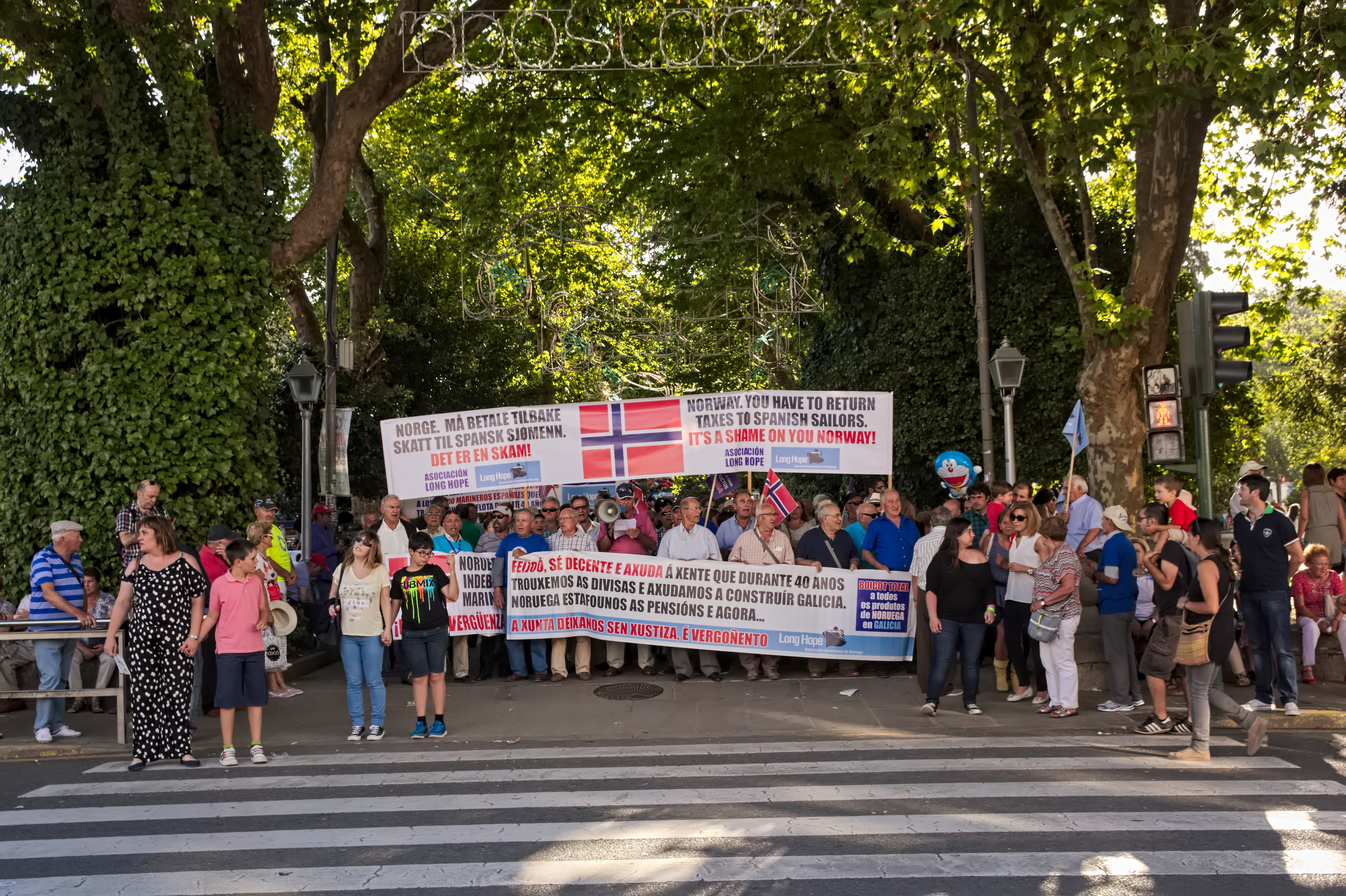
Маніфестація 25 липня 2015 року
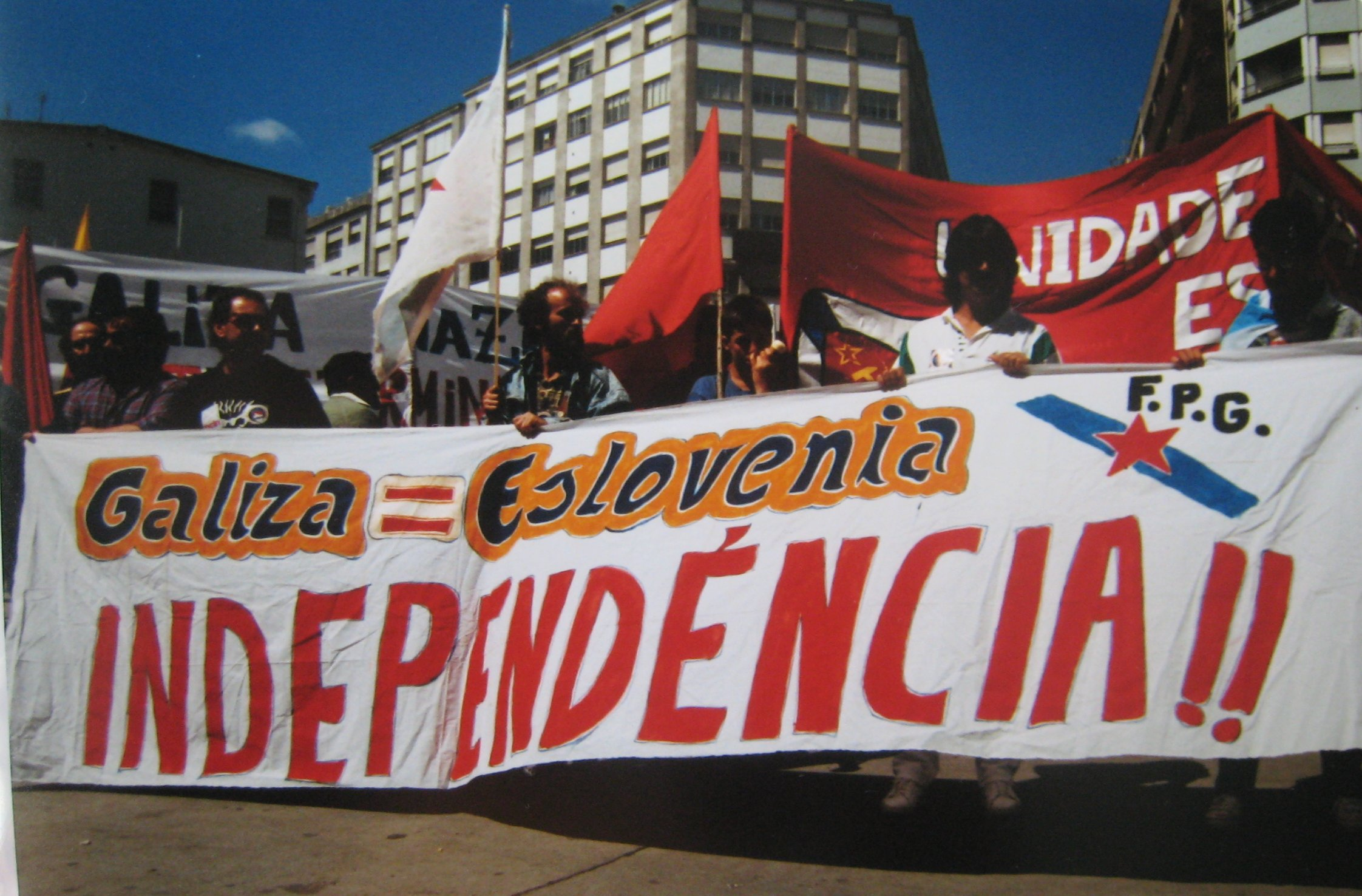
Маніфестація 25 липня 1991 року. Напис на плакаті: «Галісія = Словенія. Незалежність!!»